# 王大宪
王大宪（1603年—？），號依日，江西吉安府万安县人，明朝政治人物。同进士出身。

## 生平
崇禎三年（1630年）庚午科鄉試第五十八名舉人，七年（1634年）甲戌科會試第四十七名，廷試三甲第二百三名进士。禮部觀政，次年接替刘潜任上海县知县一职，十二年任應天鄉試同考官，十三年考察去職。